# 谢尔盖·克拉马连科

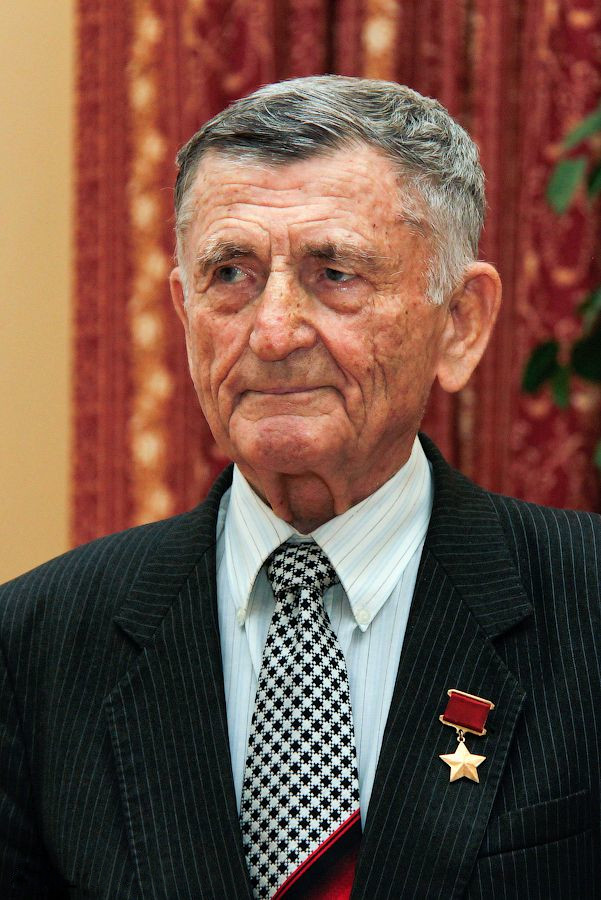
2010年时的克拉马连科

谢尔盖·马卡罗维奇·克拉马连科（俄语：Сергей Макарович Крамаренко，羅馬化：Sergei Makarovich Kramarenko，1923年4月23日—2020年5月21日），苏联空军将领，王牌飞行员。苏联英雄。

## 生平
1923年生于苏联乌克兰苏维埃社会主义共和国哈尔科夫省蘇梅州卡利尼夫卡。曾在列宁格勒州新勒熱夫區的一所学校读书。
1941年3月参加苏联工农红军，同年4月进入鲍里索格列布斯克军事飞行员学校接受训练。6月苏德战争爆发后转移至阿爾扎馬斯第1预备役战斗机航空团，1942年8月毕业后在西部方面军第1航空军第324歼击航空兵师第64歼击航空兵团服役。1943年6月，被调到第19歼击航空兵团（1944年8月改称第176近卫歼击航空兵团）。主要驾驶拉-5戰鬥機。
1944年随团进入乌克兰第二方面军，参与了科爾遜-契爾卡塞攻勢。1944年3月19日，他在赫梅利尼茨基附近被敌军击落，受到重伤并被俘。一个月后获得解放，并重返航空团。9月继续投入战斗，转入白俄罗斯第一方面军，参加了東波美拉尼亞攻勢、維斯瓦河-奧德河攻勢、柏林戰役等大大小小的战斗。
1950年10月，作为第324歼击航空兵师第176近卫歼击航空兵团第3中队副队长参加朝鲜战争。1952年1月17日被美国空军飞机击落，克拉马连科跳伞逃生，得到朝鲜村民救助。
1955年从加加林空军学院毕业后，担任驻白俄罗斯第201歼击航空兵团副团长。1957年转任驻格鲁吉亚第167近卫歼击航空兵团团长。1960年至1961年担任第20歼击航空兵师师长。1965年开始担任空军飞行安全局飞行标准监察员。1970年至1975年先后担任伊拉克空军和阿尔及利亚空军军事顾问，1979年2月开始担任驻赤塔地区第23航空军副参谋长。1981年退役。定居莫斯科。2020年5月21日逝世。

## 战绩
苏德战争期间累计飞行三千小时，出动约一百架次，参与击落16架德国飞机。在参加朝鲜战争的11个月中，共出动104架次，进行了42次空战。

## 荣誉
1951年10月10日获得苏联英雄称号。
获红旗勋章两枚，一级卫国战争勋章、红星勋章、三级在苏联武装力量中为祖国服务勋章各一枚，奖章多枚。